# New Hampton (New Hampshire)
Pour les articles homonymes, voir New Hampton.
New Hampton est une ville des États-Unis située dans l'État du New Hampshire (Comté de Belknap). 

## Personnalités
- Adoniram Judson Gordon (1836-1895), prédicateur baptiste, écrivain et compositeur, né à New Hampton.